# Annie Ducaux
Annie Ducaux, pseudonimo di Anne-Marie Catherine Ducaux (Besançon, 10 settembre 1908 – Champeaux, 31 dicembre 1996), è stata un'attrice francese.

## Biografia

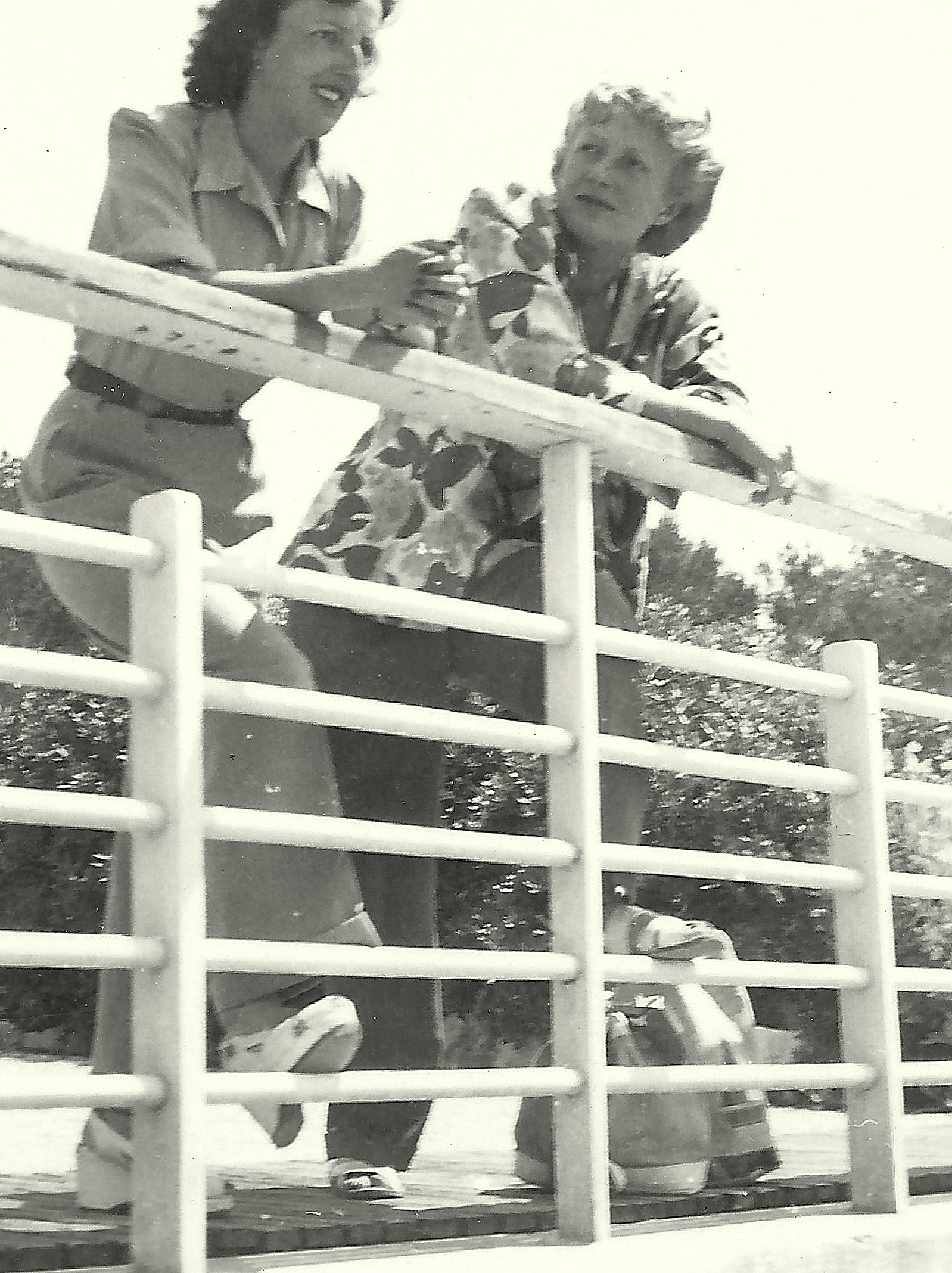
Annie Ducaux nel 1947 con Irena Reinert (a sinistra)

Annie Ducaux studiò al Conservatoire national supérieur d'art dramatique e recitò a lungo nei teatri dei boulevards, ottenendo il suo massimo successo con Hyménéè di Bourdet, prima di entrare nella Comédie-Française nel 1946, divenendone membro dal 1948 al 1982, poi membro onorario, comandante della Legion d'onore e ufficiale dell'Ordine delle arti e delle lettere.
La sua figura statuaria e la sua voce grave le assicurarono un posto di grande rilievo nella Comédie-Française, dove per trentacinque anni eseguì con successo i brani degli autori del repertorio, tra cui Molière, William Shakespeare, Jean Racine, Henry de Montherlant, Jean Giraudoux, Eugène Ionesco, Georges Feydeau, recitando sia nelle commedie sia nelle tragedie.
Particolarmente ammirate la sua Berenice e la sua Mère Angélique in Port-Royal di Montherlant.
Negli anni '30, i registi le chiedevano principalmente di recitare in melodrammi, invece durante l'occupazione, ha trovato il suo miglior ruolo cinematografico in due commedie di successo: L'inévitable Monsieur Dubois di Pierre Billon (1943) e Quella che tu non sei di Georges Lacombe (1944).
Nel 1961 girò il suo ultimo film, La principessa di Clèves di Jean Delannoy.
Per la televisione, ha interpretato, tra gli altri ruoli, due volte la regina Maria Antonietta, nel 1958 e nel 1963.

## Filmografia parziale
- L'agonia delle aquile (L'Agonie des aigles), regia di Roger Richebé (1933)
- Le Gendre de Monsieur Poirier, regia di Marcel Pagnol (1933)
- Les Deux Gosses, regia di Fernand Rivers (1936)
- Quella che tu non sei (Florence est folle), regia di Georges Lacombe (1944)
- Rapsodia d'amore (Rêves d'amour), regia di Christian Stengel (1947)
- Le grandi famiglie (Les grandes familles), regia di Denys de La Patellière (1958)
- La bella americana (La belle Américaine), regia di Robert Dhéry (1961)
- La principessa di Clèves (La Princesse de Clèves), regia di  Jean Delannoy (1961)